# Bilet na Księżyc
Bilet na Księżyc – polski film obyczajowy z 2013 roku według scenariusza i w reżyserii Jacka Bromskiego.
Zdjęcia plenerowe kręcone były w następujących lokacjach: Kazimierz nad Wisłą, Rabka-Zdrój, Mszana Dolna, Kraków, Świnoujście, Warszawa (Centrum Bankowo-Finansowe przy ul. Nowy Świat 6/12), Końskowola i Kalwaria Zebrzydowska (stacja PKP).
Do zdjęć wykorzystano samolot An-26 udostępniony przez linię lotniczą Exin.

## Obsada
- Filip Pławiak jako Adam Sikora
- Mateusz Kościukiewicz jako Antoni Sikora, brat Adama
- Krzysztof Stroiński jako Wacław Sikora, ojciec Adama i Antka
- Bożena Adamek jako Matka Adama i Antka
- Anna Przybylska jako Halina „Roksana”, tancerka erotyczna
- Kaja Walden jako Danusia, dziewczyna Adama
- Tomasz Dedek jako Pułkownik, przewodniczący komisji poborowej
- Andrzej Grabowski jako Kociołek, kierownik Warsu
- Piotr Głowacki jako „Szrama”, kolega Antoniego z wojska
- Andrzej Chyra jako Barczyk, kapitan samolotu
- Łukasz Simlat jako Leszek, milicjant

## Fabuła
Akcja filmu dzieje się w 1969 roku. Główny bohater – Adam – dostaje powołanie do wojska. Ma służyć 3 lata w Marynarce Wojennej w Świnoujściu. Do wojska pociągiem odwozi go starszy brat Antek (Mateusz Kościukiewicz). W czasie podróży przeżywają wiele przygód i zawierają liczne znajomości, a Adam poznaje piękną tancerkę Roksanę (Anna Przybylska).

## Głosy krytyków
Nowy obraz (...) to pełna ciepła i humoru opowieść o młodości, przyjaźni i miłości w czasach, gdy człowiek stawiał pierwsze kroki na Księżycu, na ulicach stały saturatory, tranzystory pulsowały rock’n’rollem, a szczytem marzeń każdego krajowego fana motoryzacji był Fiat 125p.

Widzów pełnoletnich (50+) z pewnością oczaruje podróż przez Polskę z ich młodości, pieczołowicie odtworzone pociągi, samochody, saturatory czy ubrania z epoki – wszystko to musi przywodzić na myśl czasy, co prawda słusznie minione, ale przy tym wspominane z rozrzewnieniem. Młodzi dzięki temu filmowi przekonają się, że to nie oni wynaleźli seks pozamałżeński i imprezy, na których alkohol leje się strumieniami. Posłuchają też muzyki, która do dzisiaj nie ma sobie równych.

## Nagrody
- 2013: Gdynia Film Festival
nagroda dla Jacka Bromskiego za scenariusz[5]
nagroda Project London dla filmu o największym potencjale dystrybucyjnym w Wielkiej Brytanii i Irlandii[5]